# رزین وینیل استر
رزین وینیل استر، که اغلب بعنوان وینیل استر نیز یاد میشود، رزینی ترموست است که از استریفیکاسیون یک رزین اپوکسی با اسیدهای اکریلیک یا متاکریلیک اسید به دست می آید. گروه های وینیلی این ترکیب به نوع استر مصرفی بستگی دارد و باعث پلیمریزاسیون می شود؛ بنابراین معمولاً یک بازدارنده اضافه می‌شود. این دی استر در یک حلال واکنش پذیر مانند استایرن حل می شود و قریباً 35 تا 45 درصد وزنی دارد. پلیمریزاسیون توسط رادیکال های آزاد که توسط اشعه ماورا بنفش یا پراکسیدها ایجاد شده اند آغاز می شود.

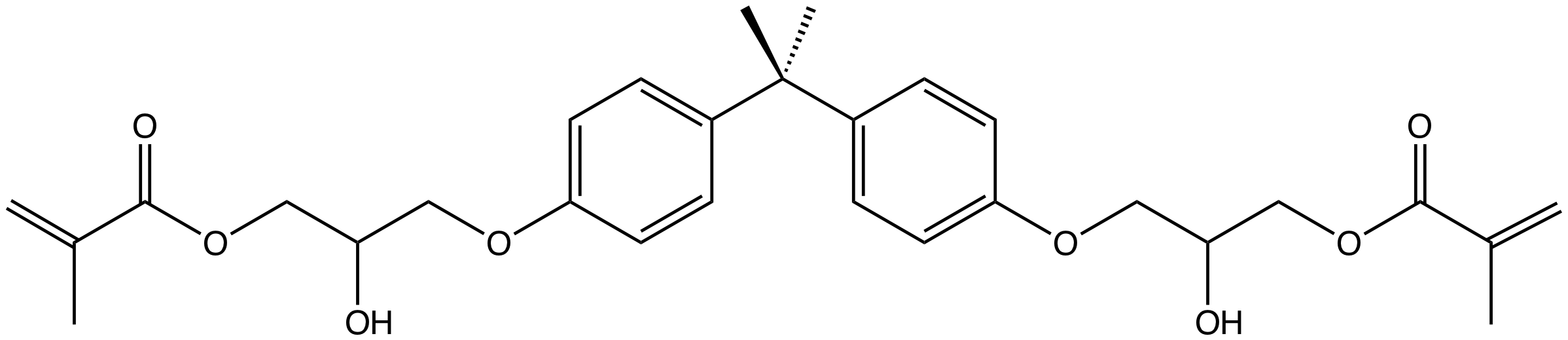
"وینیل استر" معمولی مشتق شده از بیسفنول A دی-گلیسیدیل اتر.

این ماده ترموست (رزین) ویسکوزیته پایین تری دارد (تقریباً 200 cps) نسبت به پلی استر (تقریباً 500 cps) و اپوکسی (تقریباً 900 cps)؛ و می تواند جایگزین مواد پلی استر و اپوکسی برای ماتریس های پلیمری ترموست در مواد کامپوزیتی مورد استفاده قرار گیرد که در آن ویژگی ها، قدرت ها و هزینه عمده آن بین پلی استر و اپوکسی است.  نوع مواد اولیه مصرفی در ساخت این رزین تعیین کننده میزان مقاومت مکانیکی، شیمیایی و پایداری حرارتی آن است.
رزین های وینیل استر شامل سه خانواده رزین های وینیل استر بر پایه بیسفنول A ، اپوکسی نوولاک و اپوکسی برمه شده می باشند. استفاده از اپوکسی نووالاک در ساخت آن خواص مطلوب تری را ارائه می دهد. رزین های وینیل استر خواص چقرمگی و مقاومت شیمیایی بسیار بهتری نسبت به رزین‌های پلی استر دارند. تغییر شکل حرارتی بالا (HDT) و استحکام چسبندگی خوب از دیگر خواص این رزین ها می باشد. در هواپیماهای خانگی (دست ساز)، هواپیماهای کیت Glasair و Glastar از ساختارهای تقویت شده با فایبرگلاس وینیل استر استفاده زیادی کردند.  این رزین به دلیل مقاومت در برابر خوردگی و توانایی مقاومت در برابر جذب آب، یک رزین رایج در صنایع دریایی و همچنین کشتی سازی است. رزین وینیل استر به طور گسترده برای ساخت مخازن و از جمله مخازن FRP طبق استاندارد BS4994 استفاده می شود . برای فرآیند لمینیت، وینیل استر معمولاً با متیل اتیل کتون پراکسید آغاز می شود. استحکام و خواص مکانیکی بیشتری نسبت به پلی استر و کمتر از رزین اپوکسی دارد.
پیش سازهای تجدید پذیر . قابل جایگزینی برای رزین های وینیل استر ساخته و پرداخته شده اند.
رزین های وینیل اغلب در مواد تعمیر و لمینیت استفاده می شود زیرا ضد آب و قابل اعتماد هستند و میتوان به راحتی از کاربرد آنها بهره برد.
- بیسفنول A پیش ساز در تولید کلاس های اصلی رزین ها از جمله رزین های وینیل استر همراه با رزین های اپوکسی و پلی کربنات است . این کاربرد معمولاً با آلکیلاسیون BPA با اپی کلروهیدرین شروع می شود. رزین های اپوکسی وینیل استر معمول بر پایه بیس فنل A دارای دو عامل واکنش پذیر در طول زنجیر هستند. این دسته از رزین های وینیل استر در بیشتر کاربردها در محدوده درجه حرارتی ۱۲۰-۱۰۵ درجه سانتی گراد قابل استفاده می باشند. در صورتیکه رزین های اپوکسی وینیل استر اصلاح شده با نوولاک دارای مکان های واکنش پذیری بیشتری درطول زنجیره می باشند و در عین حال با چگالی بیشتر اتصالات عرضی پس از فرایند پخت و سخت شدن، قابلیت کاربرد در شرایط خورندگی شدیدتر و در درجه حرارت بالاتر (جریان گازهای خورنده تا ۲۴۰ درجه سانتیگراد) را دارا می باشند.

کاربردهای رزین وینیل استر
برای تمامی کاربرد هایی که رزین پلی استر مورد مصرف قرار می گیرد، رزین وینیل استر را نیز می توان مورد استفاده قرار داد. این رزین می تواند جایگزین فلزات و پلی استر غیر اشباع بر پایه FRP برای مقاومت  در برابر خوردگی شود.بیشترین کاربرد این رزین در پوشش سازه های فولادی و بتونی مقاوم در برابر اسید و مواد شیمیایی است. همچنین این رزین در ساخت هواپیما، تجهیزات برق، تلویزیون و آنتن، قایق های ماهیگیری، کشتی، ناوهای دریایی، فایبرگلاس، کانال و لوله کشی، تانکرهای حمل مواد شیمیایی و مخازن سوخت به کار می رود.
یکی از مهم‌ترین مزایای رزین‌های وینیل استر، مقاومت فوق‌العاده بالای آن در برابر مواد و محیط‌های اسیدی است. این مقاومت با اضافه کردن پرک شیشه، الیاف شیشه (glass flake) بیشتر هم می‌شود. رزین وینیل استر هم چنین در مخازن ذخیره‌ی آب و مواد شیمیایی، در پوشش تجهیزات با دمای بالا، پوشش بتن و تقویت چاه‌های آب کاربرد دارد.
رزین وینیل استر را می‌توان با کانی‌های کوارتز، سیلیکا، فیلرهای سرامیکی که با توجه به مشخصات پروژه باید طراحی شوند، ترکیب کرد تا به بهترین طرح اختلاط با هدف دست پیدا کردن به بیشترین بازدهی رسید.
مهمترین ویژگی های رزین وینیل استر
- مقاومت بالا در برابر مواد اسیدی
- عایق ضد آب
- مقاومت شیمیایی بالا
- قابلیت اجرای بسیار آسان
- مقاومت کششی بسار بالا
- قابلیت چسبندگی به سطوح مختلف
- مقاومت در برابر فرسایش و آسیب دیدگی

ویژگی سطحی که قرار است روی آن وینیل استر اجرا شود :
این سطح باید عاری از هرگونه گرد و غبار یا لکه‌ی روغنی باشد. سطح زیرین نباید دارای رنگ یا مواد ناسازگار با وینیل استر باشد، زیرا در کار تداخل ایجاد می‌کند. سطح باید کاملا خشک باشد و دمای آن حداقل 10 درجه سانتی‌گراد باشد. تا جای ممکن آن را از رطوبت دور نگه دارید.
سطحی که توسط رزین وینیل استر پوشیده شده باشد، چه ویژگی‌هایی دارد؟
سطح پوشیده شده توسط رزین وینیل استر، در برابر انواع مواد شیمیایی مقاومت بالایی دارد. همچنین در برابر سایش، فرسایش و آسیب دیدگی بسیار مقاوم است.
اگر رزین وینیل استر با برخی از اپوکسی‌ها ترکیب شود، می‌تواند به عنوان پوشش آب بندی نیز مورد استفاده قرار بگیرد.
پوشش وینیل استر در مقابل اسید های مختلف از جمله اسید سیتریک، اکریلیک اسید، اسید کرومیک، کلرواستیک اسید، اسیدهای چرب، اسید فورمیک، هیدروکلریک اسید، اسید لاکتیک، اسید نیتریک، اسید فسفریک و اسید سولفوریک مقاوم است.
مقاومت رزین وینیل استر
مقاومت شیمیایی رزین وینیل استر در مقایسه با رزین پلی استر غیر اشباع بسیار بالا می باشد و به همین دلیل در مجاورت مواد شیمیایی واکنشی نشان نمی دهد .
این محصول را میتوان به عنوان لایه کوت نهایی سطوحی که در مجاورت مواد شیمیایی قوی قرار دارند استفاده نمود . نبودن پیوند های استری در زنجیره های اپوکسی رزین وینیل استر باعث مقاومت بالای شیمیایی رزین وینیل استر می گردد .
پیوندهای فنیل استری وظیفه اتصال اجزای پلیمر را در وینیل استر دارند. اتصالات فنیل استری در مقایسه با پیوند های استری در محیط های شیمیایی بسیار مقاوم تر هستند و حتی در شرایط قلیایی بسیار قوی باعث می‌شوند که وینیل استر رفتار مناسب تری از خود نشان داده و بدون واکنش شیمیایی در مقابل شرایط قلیایی قوی مجاورت داشته باشد .
باید توجه نمود که پیوندهای استری فقط در پایان زنجیره ای رزین وینیل استر وجود دارند . جایگیری این اتصالات در نهایت زنجیره باعث می شود تاثیر حملات عوامل شیمیایی در مجاورت رزین وینیل استر به حداقل ممکن رسانده شود .